# Noailles (Corrèze)
Pour les articles homonymes, voir Noailles.
Noailles (Noalhas en occitan) est une commune française située dans le département de la Corrèze en région Nouvelle-Aquitaine.

## Géographie
Commune de l'unité urbaine de Brive-la-Gaillarde située dans le bas-pays corrézien, au sud du bassin de Brive, au nord du Causse de Martel. Le passage de l’A20, mais surtout la présence de l’échangeur, donne un accès direct à Brive (8 km).

### Géologie

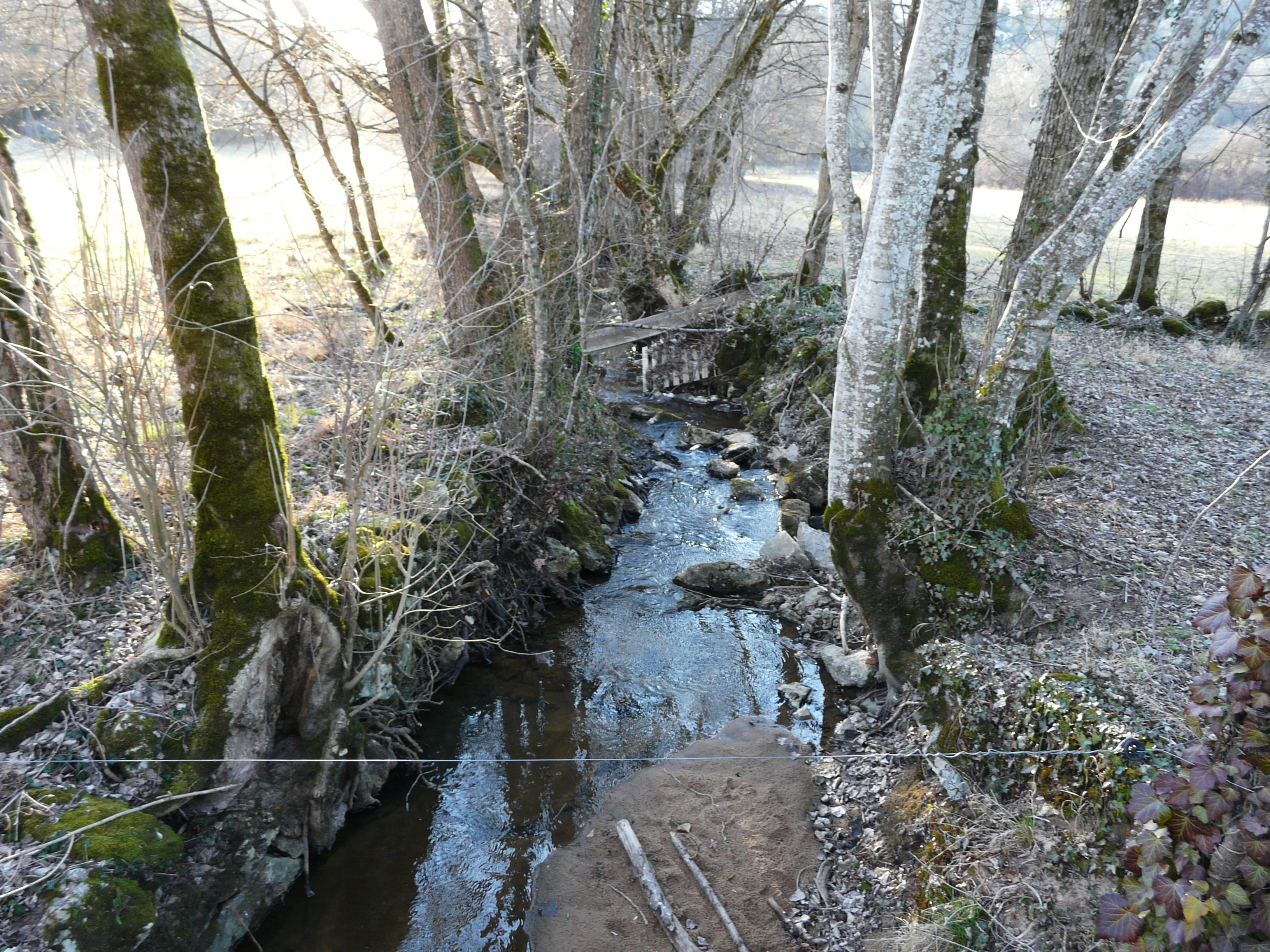
La Couze à Noailles.

Noailles repose sur un socle de roches sédimentaires à la jonction entre le bassin détritique de Brive et les formations sédimentaires du bassin aquitain. La limite entre ces deux ensembles de roches est marquée par la faille de Meyssac orientée est-ouest.
Ces roches sédimentaires très sensibles à l’érosion, notamment à l’eau, expliquent le relief érodé, vallonné et les caractéristiques de type karstique du sud de la commune (abîme de la Fage, perte de la Couze).

### Communes limitrophes
Les communes limitrophes sont Brive-la-Gaillarde, Chasteaux, Jugeals-Nazareth et Nespouls.
|           | Brive-la-Gaillarde |                  |
| Chasteaux | Noailles           | Jugeals-Nazareth |
|           | Nespouls           |                  |

### Voies de communication et transports
La commune est desservie par l'autoroute A20, sortie 52. La gare de Noailles, située sur la ligne Orléans - Toulouse via Limoges, a été mise en service en 1891 et fermée à une date inconnue. La gare la plus proche est aujourd'hui la gare de Brive-la-Gaillarde.

### Climat
Pour des articles plus généraux, voir Climat de la Nouvelle-Aquitaine et Climat de la Corrèze.
Historiquement, la commune est exposée à un climat océanique aquitain.  
En 2020, Météo-France publie une typologie des climats de la France métropolitaine dans laquelle la commune est exposée à un climat océanique altéré et est dans la région climatique  Ouest et nord-ouest du Massif Central, caractérisée par une pluviométrie annuelle de 900 à 1 500 mm, maximale en automne et en hiver.
Pour la période 1971-2000, la température annuelle moyenne est de 12 °C, avec  une amplitude thermique annuelle de 15,3 °C. Le cumul annuel moyen de précipitations est de 1 072 mm, avec 12,3 jours de précipitations en janvier et 7,3 jours en juillet. Pour la période 1991-2020, la température moyenne annuelle observée sur la station météorologique la plus proche, située sur la commune de Brive-la-Gaillarde à 6 km à vol d'oiseau, est de 12,9 °C et le cumul annuel moyen de précipitations est de 903,9 mm,. Pour l'avenir, les paramètres climatiques de la commune estimés pour 2050 selon différents scénarios d’émission de gaz à effet de serre sont consultables sur un site dédié publié par Météo-France en novembre 2022.

## Urbanisme

### Typologie
Au 1er janvier 2024, Noailles est catégorisée commune rurale à habitat dispersé, selon la nouvelle grille communale de densité à 7 niveaux définie par l'Insee en 2022.
Elle appartient à l'unité urbaine de Brive-la-Gaillarde, une agglomération inter-départementale dont elle est une commune de la banlieue,. Par ailleurs la commune fait partie de l'aire d'attraction de Brive-la-Gaillarde, dont elle est une commune de la couronne,. Cette aire, qui regroupe 80 communes, est catégorisée dans les aires de 50 000 à moins de 200 000 habitants,.

### Occupation des sols
L'occupation des sols de la commune, telle qu'elle ressort de la base de données européenne d’occupation biophysique des sols Corine Land Cover (CLC), est marquée par l'importance des forêts et milieux semi-naturels (54,7 % en 2018), en augmentation par rapport à 1990 (52 %). La répartition détaillée en 2018 est la suivante : 
forêts (54,7 %), prairies (34,4 %), zones urbanisées (7,8 %), zones industrielles ou commerciales et réseaux de communication (2,7 %), mines, décharges et chantiers (0,4 %).
L'évolution de l’occupation des sols de la commune et de ses infrastructures peut être observée sur les différentes représentations cartographiques du territoire : la carte de Cassini (XVIIIe siècle), la carte d'état-major (1820-1866) et les cartes ou photos aériennes de l'IGN pour la période actuelle (1950 à aujourd'hui).

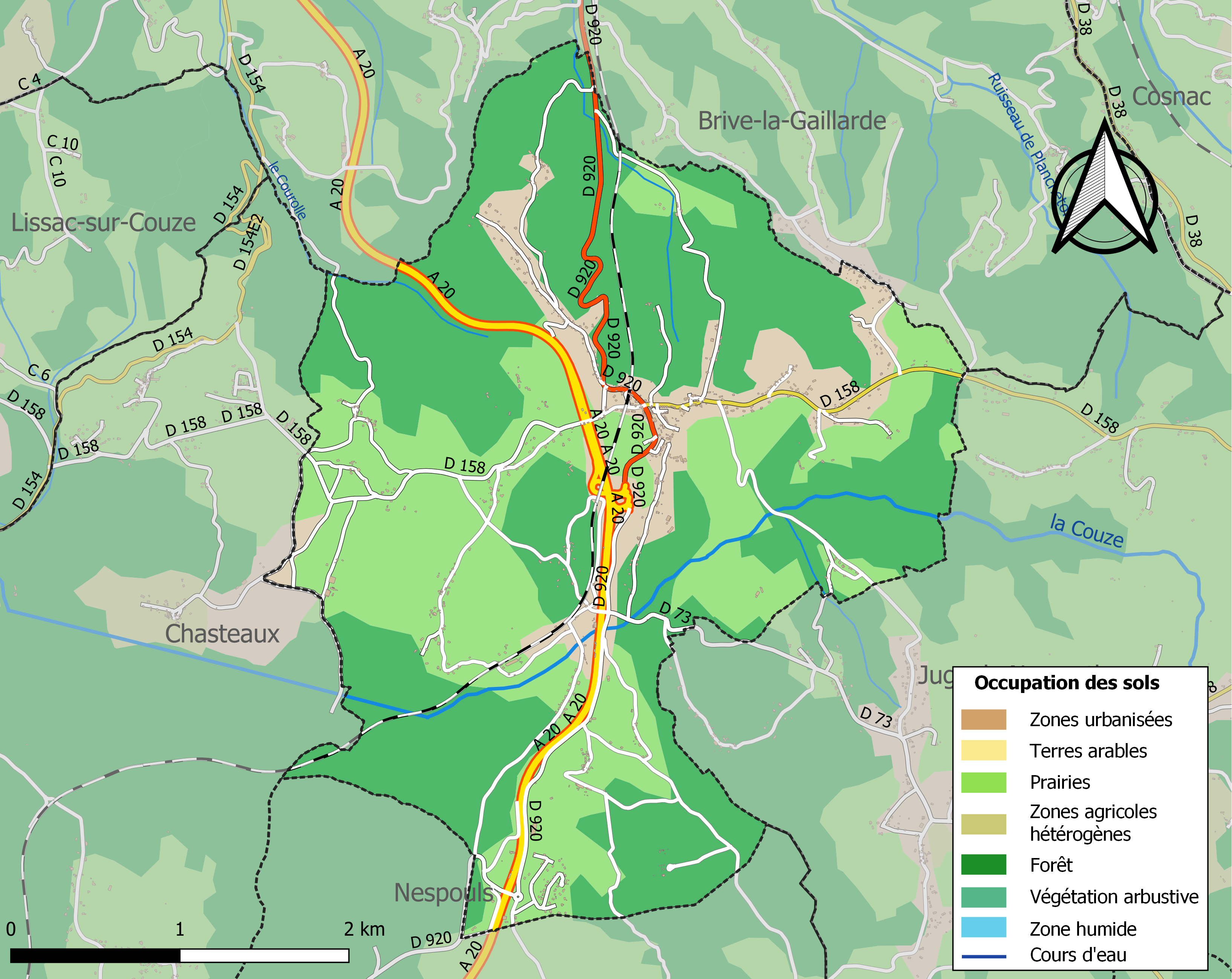
Carte des infrastructures et de l'occupation des sols de la commune en 2018 (CLC).

### Risques majeurs
Le territoire de la commune de Noailles est vulnérable à différents aléas naturels : météorologiques (tempête, orage, neige, grand froid, canicule ou sécheresse), feux de forêts, mouvements de terrains et séisme (sismicité très faible). Il est également exposé à un risque technologique,  le transport de matières dangereuses. Un site publié par le BRGM permet d'évaluer simplement et rapidement les risques d'un bien localisé soit par son adresse soit par le numéro de sa parcelle.

#### Risques naturels

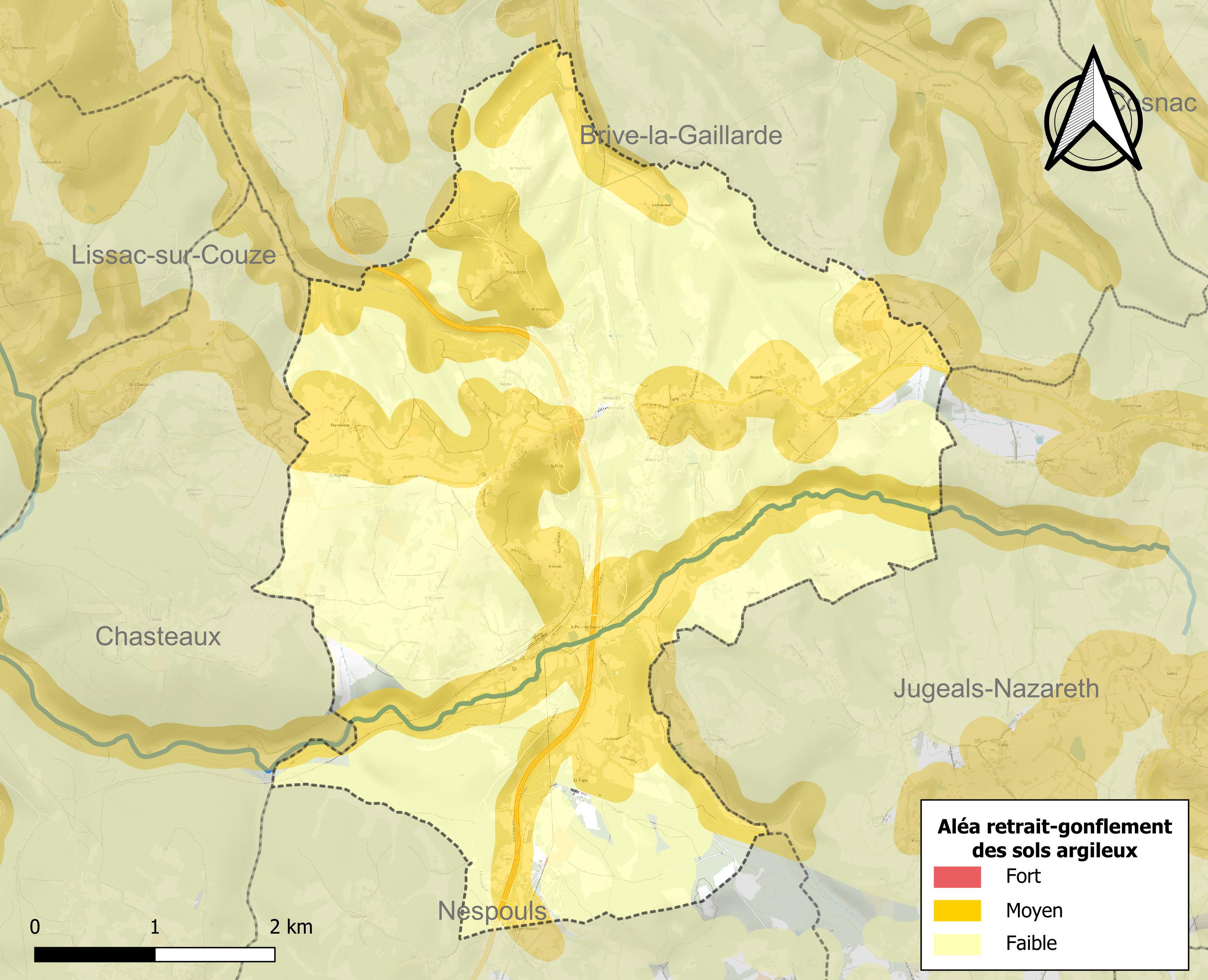
Carte des zones d'aléa retrait-gonflement des sols argileux de Noailles.

La commune est vulnérable au risque de mouvements de terrains constitué principalement du retrait-gonflement des sols argileux. Cet aléa est susceptible d'engendrer des dommages importants aux bâtiments en cas d’alternance de périodes de sécheresse et de pluie. 42,7 % de la superficie communale est en aléa moyen ou fort (26,8 % au niveau départemental et 48,5 % au niveau national). Sur les 428 bâtiments dénombrés sur la commune en 2019,  236 sont en aléa moyen ou fort, soit 55 %, à comparer aux 36 % au niveau départemental et 54 % au niveau national. Une cartographie de l'exposition du territoire national au retrait gonflement des sols argileux est disponible sur le site du BRGM,.
Concernant les feux de forêt, aucun plan de prévention des risques incendie de forêt (PPRIF) n’a été établi en Corrèze, néanmoins le code de l’urbanisme impose la prise en compte des risques dans les documents d’urbanisme. Le périmètre des servitudes d'utilité publique et des zones d'obligation légale de débroussaillement pour les particuliers est quant à lui défini pour la commune dans une carte dédiée. 

#### Risques technologiques
Le risque de transport de matières dangereuses sur la commune est lié à sa traversée par une route à fort trafic et une ligne de chemin de fer. Un accident se produisant sur de telles infrastructures est susceptible d’avoir des effets graves sur les biens, les personnes ou l'environnement, selon la nature du matériau transporté. Des dispositions d’urbanisme peuvent être préconisées en conséquence. 

## Histoire
La grotte de Noailles a donné son nom à un type de burin préhistorique dit « burin de Noailles », datant du Gravettien moyen.
Noailles est le fief de la famille de Noailles.
Au début de la Seconde Guerre mondiale, Germain Auboiroux, régional clandestin du Parti communiste en Corrèze et résistant, Robert Delord militant communiste et résistant en Corrèze puis en Dordogne puis capitaine Francs-tireurs et partisans, et Édouard Valéry, participa aux activités des tracts clandestins et les glissait dans les boîtes aux lettres de la ville de Noailles et d'autres communes proches de Brive.
Au soir du 8 juin 1944, l’avant-garde de la 2e division SS Das Reich sous les ordres du chef de bataillon Heinrich Wulf arrive à Brive, venant de Noailles cette division sera responsable du Massacre de Tulle aux ordres du capitaine Aurel Kowatsch et du général Heinz Lammerding Le 9 juin 1944.

## Politique et administration
| Période                                  | Période  | Identité         | Étiquette | Qualité                                                                     |
| ---------------------------------------- | -------- | ---------------- | --------- | --------------------------------------------------------------------------- |
| avant 1981                               | ?        | Robert Martin    | PCF       |                                                                             |
| mars 2001                                | 2008     | Bernard Gauthier |           |                                                                             |
| mars 2008                                | 2020     | Nicole Taurisson | UMP-LR    | Retraitée Conseillère départementale du canton de Saint-Pantaléon-de-Larche |
| mai 2020                                 | En cours | Hervé Brucy      |           | Fonctionnaire, Sapeur pompier professionnel                                 |
| Les données manquantes sont à compléter. |          |                  |           |                                                                             |

## Démographie
L'évolution du nombre d'habitants est connue à travers les recensements de la population effectués dans la commune depuis 1793. Pour les communes de moins de 10 000 habitants, une enquête de recensement portant sur toute la population est réalisée tous les cinq ans, les populations de référence des années intermédiaires étant quant à elles estimées par interpolation ou extrapolation. Pour la commune, le premier recensement exhaustif entrant dans le cadre du nouveau dispositif a été réalisé en 2004.

En 2022, la commune comptait 945 habitants, en évolution de +5,59 % par rapport à 2016 (Corrèze : −0,59 %, France hors Mayotte : +2,11 %).
| 1793 | 1800 | 1806 | 1821 | 1831 | 1836 | 1841 | 1846 | 1851 |
| ---- | ---- | ---- | ---- | ---- | ---- | ---- | ---- | ---- |
| 629  | 518  | 570  | 654  | 704  | 666  | 702  | 656  | 695  |

| 1856 | 1861 | 1866 | 1872 | 1876 | 1881 | 1886 | 1891 | 1896 |
| ---- | ---- | ---- | ---- | ---- | ---- | ---- | ---- | ---- |
| 654  | 667  | 620  | 567  | 567  | 763  | 751  | 618  | 578  |

| 1901 | 1906 | 1911 | 1921 | 1926 | 1931 | 1936 | 1946 | 1954 |
| ---- | ---- | ---- | ---- | ---- | ---- | ---- | ---- | ---- |
| 541  | 530  | 507  | 444  | 459  | 441  | 454  | 382  | 395  |

| 1962 | 1968 | 1975 | 1982 | 1990 | 1999 | 2004 | 2006 | 2009 |
| ---- | ---- | ---- | ---- | ---- | ---- | ---- | ---- | ---- |
| 358  | 360  | 383  | 515  | 648  | 756  | 744  | 754  | 841  |

| 2014 | 2019 | 2022 | - | - | - | - | - | - |
| ---- | ---- | ---- | - | - | - | - | - | - |
| 887  | 935  | 945  | - | - | - | - | - | - |

## Culture locale et patrimoine

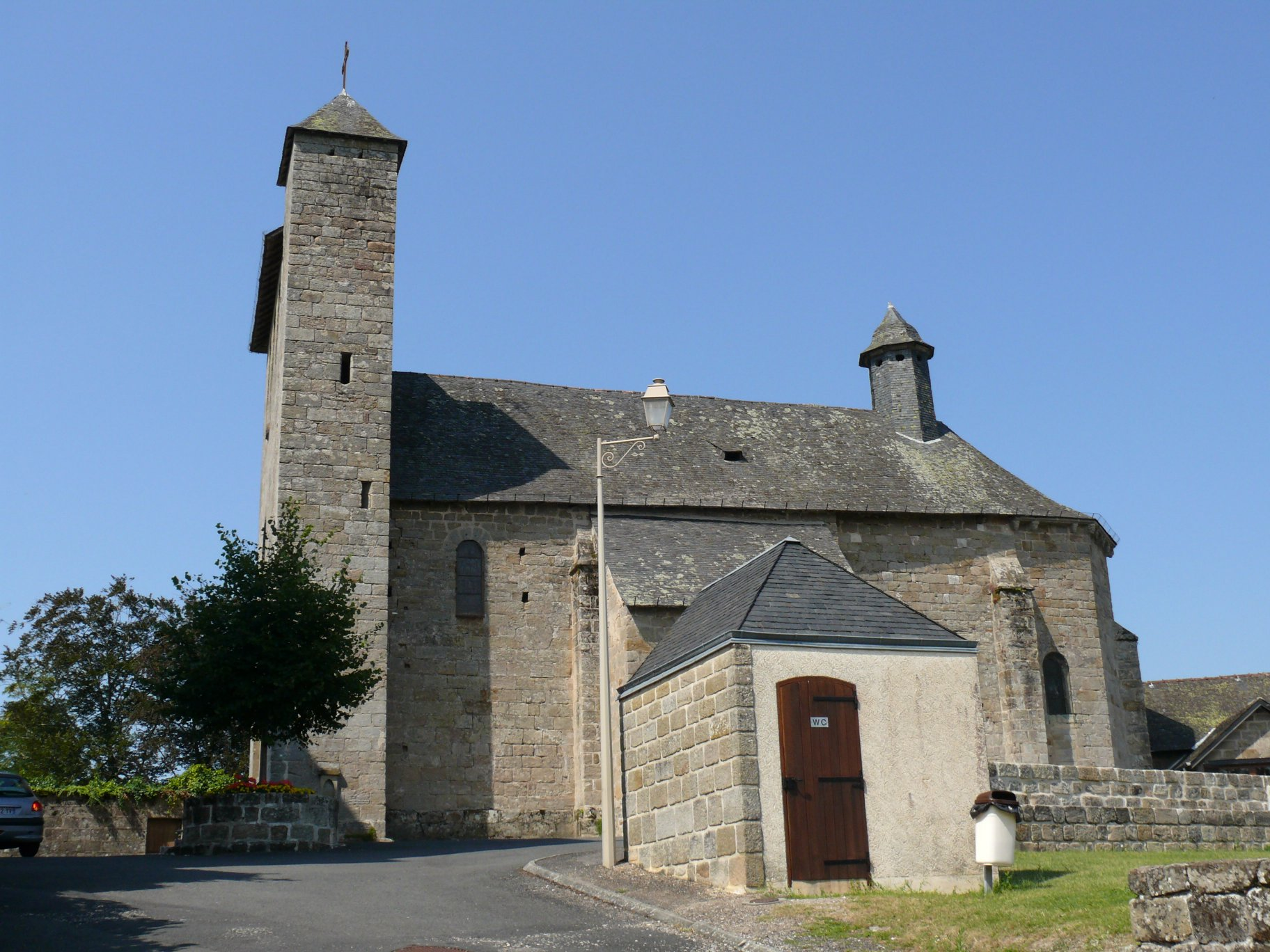
L'église de l'Assomption-de-Notre-Dame.

### Lieux et monuments
- Perchée sur un coteau, l'église de l'Assomption-de-Notre-Dame[27] est coiffée d'un clocher à peigne de style limousin. Le chœur, roman, est décoré de chapiteaux de style archaïque ; dans la nef, voûtée d'ogives, de nombreuses plaques rappellent le souvenir de plusieurs membres de la famille de Noailles, dont le château de style Renaissance, berceau de cette famille, se dresse près de l'église. Le Chœur a été inscrit au titre des monuments historiques en 1929[28].
- Le château de Noailles[29], à côté de l'église.
- Le château de la Fage.
- L'abîme de la Fage, au sud de Noailles.
- Les grottes de Lamouroux : important habitat troglodyte datant de la Préhistoire et s'étendant sur 300 mètres et 5 étages. Une partie de ces grottes, possédées par un propriétaire privé, a été détruite lors d'un éboulement en janvier 2016[30].

### Personnalités liées à la commune
- Maison de Noailles
- Jean-Claude Rossignol (1945-2016), joueur international de rugby à XV.

### Héraldique
| Blason de Noailles | Blason  | De gueules à la bande d'or.                      |
| Blason de Noailles | Détails | Le statut officiel du blason reste à déterminer. |